# Linnea Gawell
Linnea Kristina Gawell, född 15 januari 1995 i Lidingö församling, Stockholms län, är en svensk låtskrivare, pianist och sångare. Hon deltog 2023 i programmet Songland.

## Låtar

### Melodifestivalen
- 2024 – Light (tillsammans med Herman Gardarfve, Patrik Jean och Annika Wickihalder).